# Суперкубок Туркменистана по футболу 2015
Суперкубок Туркменистана по футболу 2015 года прошёл 28 октября в Ашхабаде на стадионе «Копетдаг». В матче встретились действующий чемпион и Туркменистана ашхабадский Алтын Асыр и обладатель кубка «Ахал». Ашхабадский клуб, будучи чемпионом страны, являлся номинальным хозяином поля. Победителем стал «Алтын Асыр», разгромил «Ахал» со счётом 3:0.

## Подробности
| 28 октября 2015                                    | \| Алтын Асыр \| 3:0 \| Ахал \| \| Бегенч Аннагрубанов 27′ · Сулейман Мухадов 34′ 79′ \| Голы \| \| | Стадион: «Копетдаг», Ашхабад Зрителей: 3000 Судья: Чарымурат Курбанов |  |  |
|                                                    | |                                                                       |  |  |
| СМИ: Туркменпортал                                 | |                                                                       |  |  |
| Алтын Асыр                                         | 3:0                                                                                                 | Ахал                                                                  |  |  |
| Бегенч Аннагрубанов 27′ · Сулейман Мухадов 34′ 79′ | Голы                                                                                                |                                                                       |  |  |